# Receptor activado por proliferador de peroxisomas

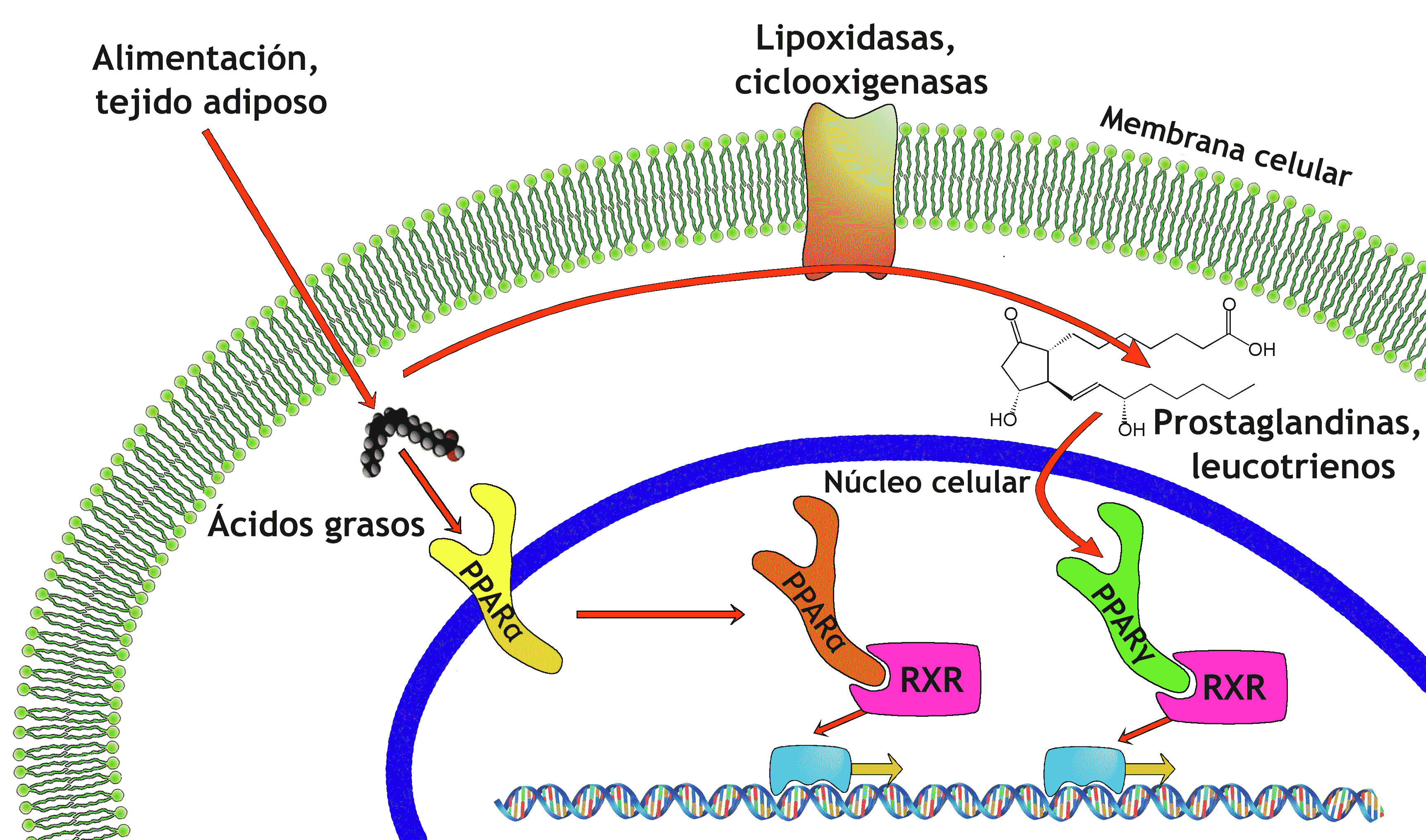
Vías PPAR -alfa y -gamma.

En el campo de la biología molecular, los receptores activados por proliferadores de peroxisomas (PPAR por sus siglas en inglés Peroxisome proliferator-activated receptor) son un grupo de proteínas receptoras nucleares que funcionan como factores de transcripción regulando la expresión de genes.Los PPAR desempeñan funciones esenciales en la regulación de la diferenciación celular, el desarrollo y el metabolismo (carbohidratos, lípidos, proteínas) y la tumorigénesis  de organismos superiores.  

## Nomenclatura y distribución tisular
Se han identificado tres tipos de PPAR: alfa, gamma y delta (beta): 
- α (alfa): se expresa en hígado, riñón, corazón, músculo, tejido adiposo y otros. [6]
- β/δ(beta/delta) : expresado en muchos tejidos, especialmente en el cerebro, el tejido adiposo y la piel.
- γ (gamma) - aunque transcrito por el mismo gen, este PPAR, mediante empalme alternativo, se expresa de tres formas:
  - γ1: expresado en prácticamente todos los tejidos, incluidos el corazón, el músculo, el colon, el riñón, el páncreas y el bazo.
  - γ2 - expresado principalmente en tejido adiposo ; es 30 aminoácidos más largo que γ1
  - γ3 - expresado en macrófagos, intestino grueso, tejido adiposo blanco

### Historia
Estos agentes, farmacológicamente relacionados con los fibratos, fueron descubiertos a principios de los años 1980.
Los PPAR se identificaron originalmente en ranas Xenopus como receptores que inducen la proliferación de peroxisomas en las células en 1992.  El primer PPAR (PPARα) se descubrió en 1990 durante la búsqueda de una diana molecular de un grupo de agentes denominados entonces proliferadores peroxisomales, ya que aumentaban el número de peroxisomas en el tejido hepático de los roedores, además de mejorar la sensibilidad a la insulina.
Cuando resultó que los PPAR desempeñaban un papel mucho más versátil en biología, los agentes se denominaron a su vez ligandos de PPAR . Los ligandos de PPAR más conocidos son las tiazolidinedionas.
Tras la identificación de PPARδ (delta) en humanos en 1992,resultó estar estrechamente relacionado con PPARβ (beta), descrito previamente durante el mismo año en un anfibio, Xenopus. El término "PPARδ" se utiliza generalmente en Estados Unidos, mientras que el uso de "PPARβ" se ha mantenido en Europa, donde este receptor se descubrió inicialmente en Xenopus.
Los PPAR recibieron este nombre porque se descubrió que inducían la proliferación de peroxisomas en roedores, pero no se cree que esta inducción de la proliferación de peroxisomas se produzca en humanos. 

## Función fisiológica
Todos los PPAR se heterodimerizan con el receptor de retinoide X (RXR) y se unen a regiones específicas del ADN de genes diana. Estas secuencias de ADN se denominan PPRE ( elementos de respuesta a la hormona proliferadora de peroxisomas). La secuencia consenso del ADN es AGGTCANAGGTCA, siendo N cualquier nucleótido. En general, esta secuencia se produce en la región promotora de un gen y, cuando el PPAR se une a su ligando, la transcripción de los genes diana aumenta o disminuye, según el gen. El RXR también forma un heterodímero con varios otros receptores (p. ej., vitamina D y hormona tiroidea).
La función de los PPAR se ve modificada por la forma precisa de su dominio de unión al ligando (véase más adelante) inducida por la unión al ligando y por una serie de proteínascoactivadoras y correpresoras, cuya presencia puede estimular o inhibir la función del receptor, respectivamente.
Los ligandos endógenos de los PPAR incluyen ácidos grasos libres, eicosanoides y vitamina B3. PPARγ es activado por PGJ 2 (una prostaglandina ) y ciertos miembros de la familia 5-HETE de metabolitos del ácido araquidónico, incluidos 5-oxo-15(S)-HETE y 5-oxo-ETE. Por el contrario, el PPARα es activado por el leucotrieno B4. Algunos miembros de la familia del ácido 15-hidroxieicosatetraenoico de los metabolitos del ácido araquidónico, incluidos el 15(S)-HETE, el 15(R)-HETE y el 15-HpETE activan en diversos grados los PPAR alfa, beta/delta y gamma. Además, se ha informado de que PPARγ está implicado en la patogénesis y el crecimiento del cáncer. La activación de PPARγ mediante el agonista RS5444 puede inhibir el crecimiento del cáncer anaplásico de tiroides. Véase una revisión y crítica de las funciones de PPAR gamma en el cáncer.

## Genética
Las tres formas principales de PPAR se transcriben a partir de diferentes genes :
- PPARα - cromosoma 22q 12-13.1 (OMIM 170998 )
- PPARβ/δ - cromosoma 6p 21.2-21.1 (OMIM 600409 )
- PPARγ - cromosoma 3p 25 (OMIM 601487 ).

Se han descrito trastornos hereditarios de estos 3 PPAR, que generalmente conducen a una pérdida de función y lipodistrofia concomitante, resistencia a la insulina y/o acantosis nigricans.  De PPARγ se ha descrito y estudiado una mutación con ganancia de función: Pro12 Ala, que disminuye el riesgo de resistencia a la insulina. Es bastante prevalente, con una frecuencia alélica de 0,03 a 0,12 en algunas poblaciones. Por el contrario, pro115gln se asocia con la obesidad. Ciertos otros polimorfismos en PPAR muestran una alta incidencia en poblaciones con índices de masa corporal elevados.

## Estructura
Al igual que otros receptores nucleares, los PPAR tienen una estructura modular y contienen los siguientes dominios funcionales:
- (A/B) - Región N-terminal
- (C) DBD - dominio de unión al ADN
- (D) - región bisagra flexible
- (E) LBD - dominio de unión a ligando
- (F) Región C-terminal

El DBD contiene dos motivos de dedos de zinc, que se unen a secuencias específicas de ADN conocidas como elementos de respuesta hormonal cuando se activa el receptor.
El LBD tiene una extensa estructura secundaria que consta de 13 hélices alfa y una lámina beta .  Tanto los ligandos naturales como los sintéticos pueden unirse al LBD, activando o reprimiendo la actividad del receptor.

## Farmacología y moduladores de PPAR.
PPARα y PPARγ son los objetivos moleculares de varios fármacos comercializados.
Por ejemplo, los fibrosos hipolipidémicos activan PPARα. 
Las tiazolidinedionas antidiabéticas activan PPARγ. 
El ácido perfluorooctanoico químico sintético activa PPARα, mientras que el ácido perfluorononanoico activa tanto PPARα como PPARγ. 
La berberina inactiva PPARγ. 
Otros compuestos naturales de diferentes clases químicas activan o inactivan PPARγ.